# بارش شهابی آلفا جدی
بارش آلفا جدی یک بارش شهابی است که در اوایل ۷ جولای رخ می‌دهد و تا حدود ۱۵ اوت ادامه دارد.  این بارش شهابی توسط ستاره شناس مجارستانی میکلوس ون کنکولی-تگ در سال ۱۸۷۱ کشف شد. این بارش دارای شهاب‌های نادر اما نسبتاً درخشان است که برخی از آنها گلوله‌های آتشین نیز دارند. بدنه اصلی دنباله دار 169P/NEAT است.
پیتر جنیسکنز و جرمی ووبایلون بدنه مادر را به عنوان سیارک 2002 EX12 شناسایی کردند که در بازگشت به سال ۲۰۰۵ در نزدیکی حضیض به طور ضعیف فعال بود.  این جسم اکنون دنباله‌دار 169P/NEAT نامیده می شود.
طبق گفته های جنیسکنس و واوبایلون، بارش شهابی در حدود ۳۵۰۰ تا ۵۰۰۰ سال پیش ایجاد شد، زمانی که حدود نیمی از بدن مادر متلاشی شد و در گرد و غبار افتاد.  ابر گرد و غبار اخیراً در مدار زمین تکامل یافته است و باعث بارش باران با اوج سرعت ۲-۵ در ساعت شده است که گاهی اوقات فوران شهاب‌های درخشان با سرعت ۵-۹ در ساعت را دارد.
بخش عمده‌ای از غبار تا قرن ۲۴ در مسیر زمین نخواهد بود. انتظار می‌رود بارش شهابی آلفا جدی در سال – ۲۲۲۰-۲۴۲۰ پس از میلاد به یک طوفان بزرگ سالانه تبدیل شود، طوفانی که "قوی‌تر از هر بارندگی سالانه فعلی خواهد بود." 

## لینک های خارجی
- تجسم تعاملی جریان شهاب‌سنگ آلفا Capricornids
- -4 ریشتر آلفا Capricornid تیراندازی از کنار دلفینوس در 17 ژوئیه 2006. سیگما 20 میلی متر f/1.8